# Sanjan
Sanjan è un'antica città situata sul confine meridionale del deserto del Karakum, nei pressi della famosa città-oasi di Merv. Topograficamente, Sanjan si trova nella regione del Grande Khorasan in Asia centrale. Politicamente è oggi posta nella provincia di Mary in Turkmenistan.

## Storia
Assieme a Merv, Sanjan era un importante punto di sosta e di commercio lungo la via della seta meridionale. Sanjan conquistò maggiore importanza dopo che i Seleucidi decisero che Merv era la principale città della provincia di Margiana, status che mantenne durante le successive ere di Parti (250 a.C.–226 d.C.) e Sasanidi (226-651).

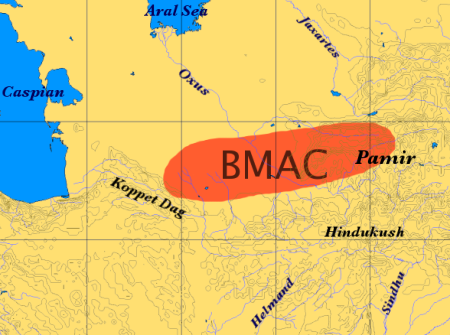
Estensione del BMAC (Encyclopedia of Indo-European Culture)

Dato che in questo luogo si trova il complesso archeologico di Battria-Margiana, Sanjan ha suggerito l'ipotesi che gli Indoiranici, la maggiore delle branche che si divisero dai protoindoeuropei, nacquero qui.
Secondo l'Qissa-i Sanjan, poema epico scritto attorno al 1600, gli zoroastriani che fuggirono nel subcontinente indiano nell'VIII o IX secolo per scappare dalle persecuzioni religiose si stabilirono a Sanjan (Gujarat). Si pensa che questi zoroastriani, chiamati in origine Sanjana o Khorasani (oggi i loro discendenti sono noti come Parsi), abbiano dato il nome all'insediamento indiano prendendolo dalla loro città d'origine.
Sanjan non deve essere confusa con la provincia iraniana di Zanjan, o con la sua capitale (simili dal punto di vista fonetico).